# Натуралістична помилка
Натуралістична помилка — у філософській етиці це помилка пояснення чогось як добра редуктивно, в термінах природних властивостей, таких як приємне чи бажане. Термін був введений британським філософом Дж. Муром у своїй книзі 1903 року Principia Ethica.
Натуралістична помилка Мура тісно пов'язана з проблемою сущого та потрібного, яка походить із «Трактата про людську природу» Девіда Юма (1738—1740). Однак, на відміну від погляду Юма на проблему «сущого і потрібного», Мур (та інші прихильники етичного не-натуралізму) не вважали натуралістичну помилку суперечною моральному реалізму.
«Натуралістичну помилку» не слід плутати з «апеляцією до природи», прикладом якої є такі форми міркування, як "Щось природне; отже, це морально прийнятно " або «Ця властивість є неприродною, тому ця властивість небажана». Такі висновки є поширеними в обговореннях медицини, сексуальності, енвайронменталізму, гендерних ролей, раси та карнізму.

## Різне поширене використання

### Проблема сущого та потрібного
Термін "натуралістична помилка" іноді використовується для опису виведення "потрібного" з "сущого" (проблема сущого та потрібного). Використовуючи свій категоричний імператив, Кант зробив висновок, що для його застосування необхідний досвід. Але досвід сам по собі чи імператив сам по собі не могли б визначити вчинок як моральний чи аморальний. Ми не можемо мати від них певного знання про мораль, оскільки не можемо зробити висновок про те, якими речі мають бути з того факту, що вони влаштовані певним чином у досвіді.
Бентам, обговорюючи відносини права і моралі, виявив, що коли люди обговорюють проблеми, вони говорять про те, як вони хотіли б, щоб це було, а не як це є насправді. Це можна побачити в обговореннях природного права і позитивного права. Бентам критикував теорію природного права, оскільки, на його думку, це була натуралістична помилка, стверджуючи, що вона описує те, якими речі мають бути, а не те, якими речі є.

### Обговорення Мура

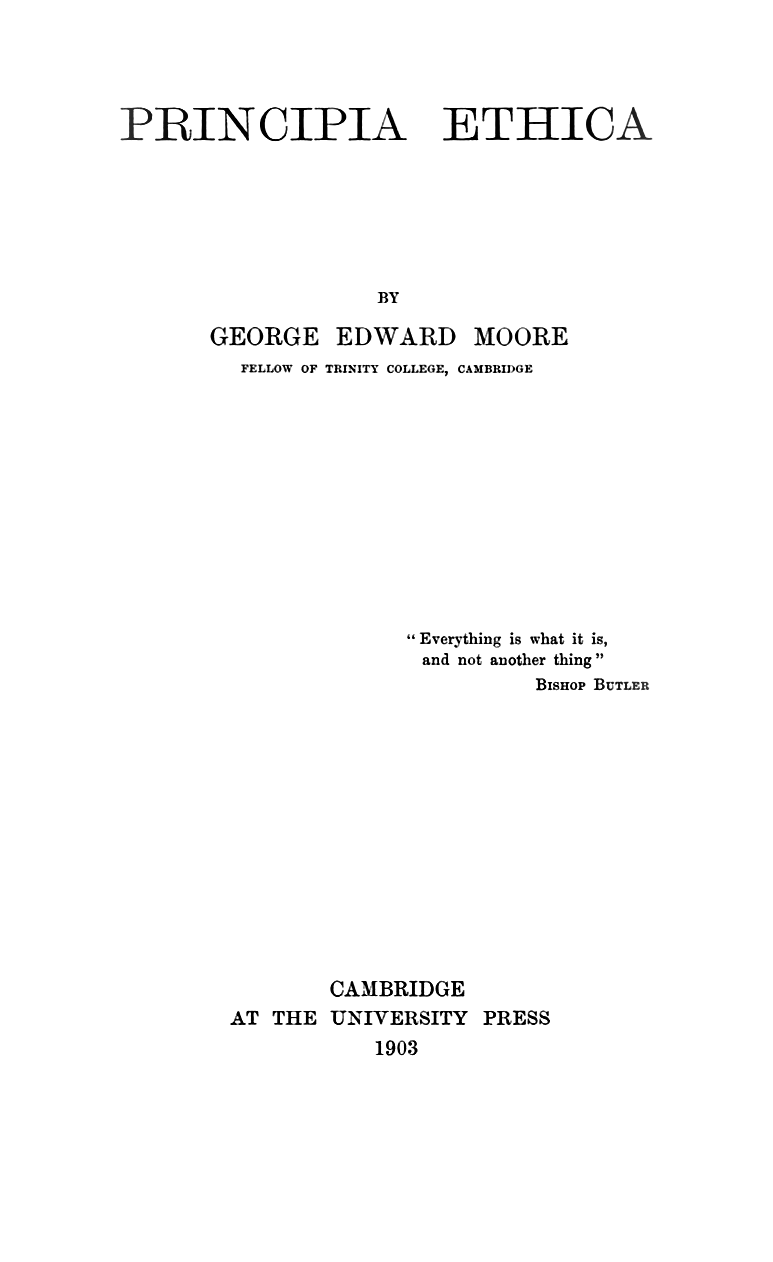
Титульний аркуш Principia Ethica

Згідно з «Principia Ethica» Дж. Мура, коли філософи намагаються визначити «добре» редуктивно, з точки зору природних властивостей, таких як «приємне» або «бажане», вони вчиненяють натуралістичну помилку.
...припущення, що оскільки деяка якість або комбінація якостей незмінно і обов’язково супроводжує якість добра, або незмінно і обов’язково супроводжується нею, або і те, і інше, ця якість або комбінація якостей тотожна доброті. Якщо, наприклад, вважається, що все, що є приємним, є і повинно бути хорошим, або що все добре є і повинно бути приємним, або і те, і інше, це вчиняє натуралістичну помилку, коли робить висновок з цього, що добро і приємність є однією і тією ж якістю. Натуралістична помилка — це припущення, що, оскільки слова «хороший» і, скажімо, «приємний» обов’язково описують ті самі об’єкти, вони повинні приписувати їм однакову якість.— Артур Пріор, Logic And The Basis Of Ethics
На захист етичного не-натуралізму аргумент Мура стосується семантичного та метафізичного підґрунтя етики. Загалом, противники етичного натуралізму відкидають етичні висновки, зроблені з природних фактів.
Мур стверджує, що добро, у сенсі внутрішньої цінності, просто невимовне: воно не може бути визначене, оскільки воно не є природною властивістю, будучи «одним із тих незліченних уявних об'єктів, які самі є не можуть бути визначені, оскільки вони є остаточними термінами, за допомогою яких має бути визначено те, що „сущє“, що можна визначити». З іншого боку, етичні натуралісти уникають таких принципів на користь більш емпірично доступного аналізу того, що означає бути хорошим: наприклад, з точки зору задоволення в контексті гедонізму.
У § 7 Мур стверджує, що властивість або є комплексом простих властивостей, або вона незвідно проста. Складні властивості можна визначити в термінах їх складових частин, але проста властивість не має частин. На додаток до «добре» та «задоволення», Мур припускає, що колір кваліа є невизначеним: якщо хтось хоче зрозуміти жовтий, потрібно побачити його приклади. Читати словник і дізнаватися, що «жовтий» називає колір яєчних жовтків і стиглих лимонів, «жовтий» називає основний колір між зеленим і помаранчевим у спектрі, або що «жовтий» називає основний колір у спектрі, не буде корисним. Жовтий колір стимулюється електромагнітним випромінюванням з довжиною хвилі від 570 до 590 нанометрів, тому що жовтий колір — це все це і більше, згідно з аргументом відкритого питання.
Бернард Вільямс назвав використання Муром терміну «натуралістична помилка», «вражаючою помилкою», причому це питання є метафізичним, а не раціональним.

### Звернення до природи
Деякі люди використовують фразу «натуралістична помилка» або «звернення до природи» в іншому сенсі, щоб охарактеризувати умовиводи у формі «Щось природне; отже, це морально прийнятно» або « Ця властивість неприродна, тому ця властивість небажана». Такі висновки поширені в дискусіях про медицину, гомосексуальність, енвайроменталізм та веганство.
Натуралістична помилка - це ідея, що те, що є в природі, добре. Це було основою соціального дарвінізму, віри в те, що допомога бідним і хворим стане на заваді еволюції, яка залежить від виживання найсильніших. Сьогодні біологи засуджують натуралістичну помилку, оскільки вони хочуть описати світ природи чесно, без того, щоб люди виводили мораль щодо того, як ми повинні поводитися (наприклад: якщо птахи та звірі займаються перелюбом, дітовбивством, канібалізмом, це має бути нормально).— Стівен Артур Пінкер

## Критика

### Зв'язані функції
Деякі філософи відкидають натуралістичну помилку і/або пропонують рішення пропонованої проблеми «сущого і потрібного».
Ральф МакІнерні припускає, що «потрібне» вже пов’язане з «сущім», оскільки сама природа речей має цілі/цілі всередині себе. Наприклад, годинник - це пристрій, який використовується для відліку часу. Коли хтось розуміє функцію годинника, тоді стандарт оцінки неявно міститься в самому описі годинника, тобто оскільки це «годинник», він «повинен» відраховувати час. Таким чином, якщо хтось не може вибрати хороший годинник із поганих, то насправді не знає, що таке годинник. Подібним чином, якщо не можна відрізнити добрі людські вчинки від поганих, то насправді не знаєш, що таке людська особистість.

### Ірраціональність антинатуралістичної помилки
Певне використання спростування натуралістичної помилки (схема міркувань, яка оголошує висновок недійсним, оскільки містить приклад натуралістичної помилки) піддається критиці через відсутність раціональних основ і позначається як антинатуралістична помилка. Наприклад, Алекс Уолтер написав:
«До натуралістичної помилки та «закону» Юма часто звертаються з метою обмежити сферу наукового дослідження етикою та мораллю. Виявляється, що ці два заперечення не мають сили».
Спростування натуралістичної помилки, яке визначаються як виведення оціночних висновків із суто фактичних посилок, неявно стверджує, що між фактами та нормами (зокрема, між фактами та розумовим процесом, що призвів до прийняття норм), немає зв’язку.

### Наслідки передбачуваних потреб
Вплив переконань про небезпеку на поведінку, спрямовану на захист того, що вважається цінним, вказується на приклад того, що повне відокремлення потрібного від сущого неможливе. Дуже простим прикладом є те, що, якщо цінність полягає в тому, що рятувати людей – це добре, різні переконання щодо того, чи є людина в плаваючій коробці, призводять до різних оцінок того, чи є моральним імперативом рятувати цю коробку з океану. Для більш широких прикладів, якщо дві людини поділяють цінність, що збереження цивілізованого людства це добре, і одна вважає, що певна етнічна група людей має статистичну спадкову схильність на рівні населення до знищення цивілізації, тоді як інша людина не вірить у це. У цьому випадку різниця у переконаннях щодо фактичних питань призведе у однієї особи до висновку, що переслідування зазначеної етнічної групи є вибачним «необхідним злом», а друга особа дійде висновку, що це абсолютно невиправдане зло. Те ж саме стосується переконань щодо індивідуальних відмінностей у схильностях, не обов’язково етнічних. Подібним чином двоє людей, які обоє вважають, що зло – змушувати людей працювати надзвичайно важко в умовах крайньої бідності, зроблять різні висновки щодо прав фактичних (на відміну від чисто семантичних прав) власників майна залежно від того, чи вони вважають, що люди створюють виправдання для максимізації свого прибутку, той, хто так вважає, приходить до висновку, що необхідно переслідувати власників майна, щоб запобігти виправданню крайньої бідності, тоді як інша людина робить висновок, що було б злом переслідувати власників майна. Такі випадки згадуються як приклади переконань про реальність, які впливають на етичні міркування.

### Непослідовне застосування
Деякі критики припущення, що висновки є помилковими, вказують на спостереження людей, які намагаються вважати такі висновки помилковими, не роблять цього постійно. Згадані приклади полягають у тому, що еволюційні психологи, які скаржаться на «натуралістичну помилку», самі роблять висновки, якщо, наприклад, стверджуючи, що поняття чистого аркуша призведе до тоталітарної соціальної інженерії або що певні погляди на сексуальність приведуть до спроб перетворити гомосексуалів на гетеросексуалів. Критики вказують на це як на ознаку того, що звинувачення в натуралістичній помилці є непослідовною риторичною тактикою, а не проявом помилки.